# Desiderio Scaglia
Pour les articles homonymes, voir Scaglia.

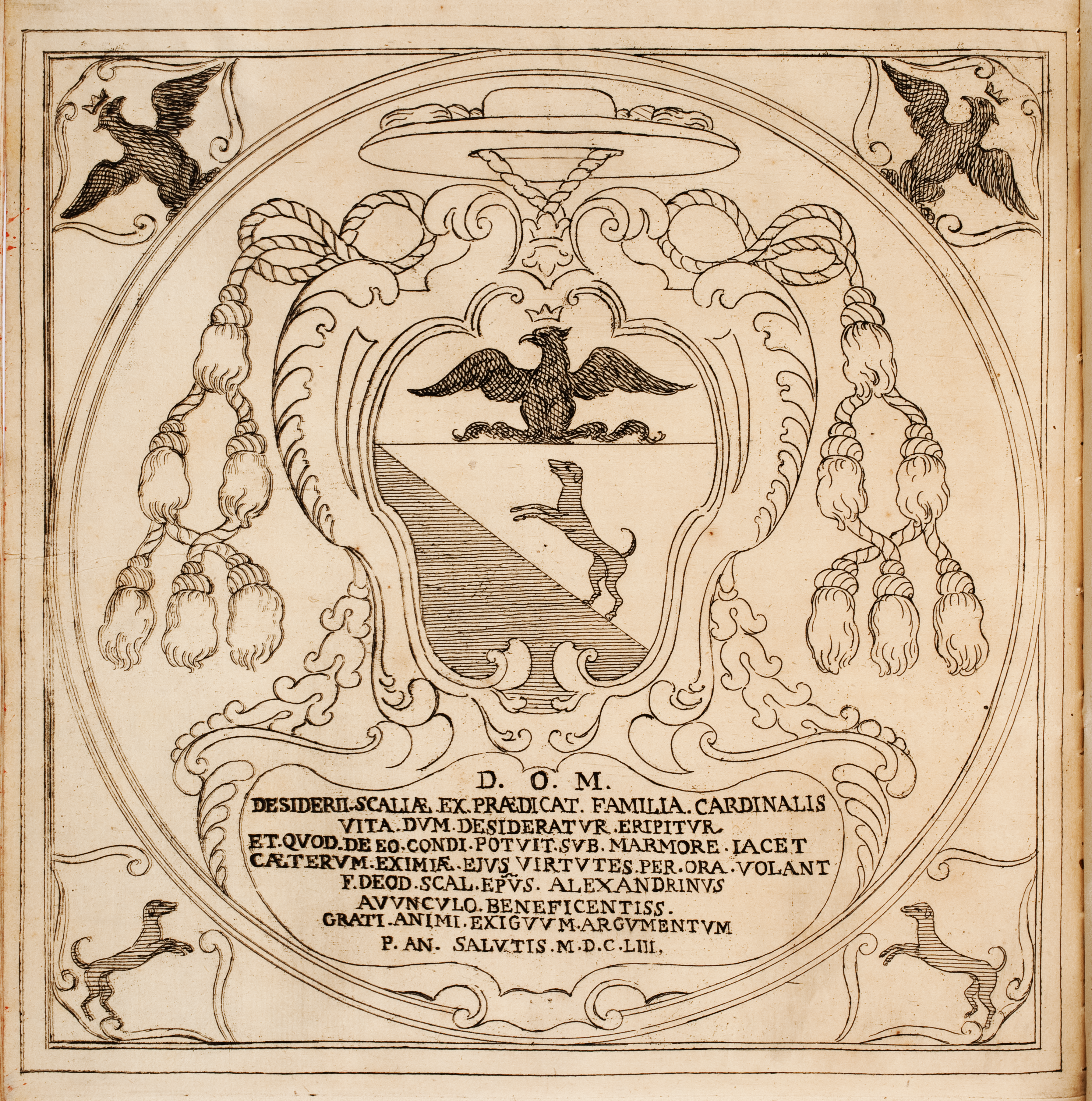
Plaque commémorative pour Desiderio Scaglia érigée en 1653 par son neveu Deodato Scaglia, évêque d'Alessandria.

Desiderio Scaglia, aussi connu comme le cardinal de Crémone (né en 1567 à Crémone, dans la province éponyme en Lombardie, alors dans le duché de Milan, sous domination espagnole et mort le 31 août 1639 à Rome) est un cardinal italien du XVIIe siècle. 
Il est un parent des cardinaux Girolamo Bernerio (1586), Scipione Cobelluzzi (1616) et Francesco Cennini de' Salamandri (1621). Il est membre de l'ordre des dominicains.

## Biographie
Desiderio Scaglia est professeur dans les maisons d'études des dominicains à Crémone et autres villes de Lombardie. Il est l'un des théologiens et prédicateurs les plus connus de son temps. Il est nommé inquisiteur dans les diocèses de Pavie, Crémone et Milan pendant le pontificat de Clément VIII (1592-1605). En 1616, il devient commissaire de l'Inquisition.
Le pape Paul V le crée cardinal lors du consistoire du 11 janvier 1621. 
Le cardinal Scaglia est nommé évêque de Melfi et Rapolla en 1621 et transféré au diocèse de Côme l'année suivante. Il renonce au gouvernement de son diocèse et est camerlingue du Sacré Collège en 1632-1633.
Il participe au conclave de 1621, lors duquel le pape Grégoire XV est élu et à celui de 1623 (élection d'Urbain III).
Il meurt à Rome le 31 août 1639, à l'âge de 72 ans.

## Succession apostolique
Desiderio Scaglia a ordonné les évêques suivants :
- Évêque Alessandro Carissimi (1622)
- Évêque Lazzaro Carafino (it) (1622)
- Archevêque Angelus Maria Cittadini (de), O.Cart. (1624)
- Évêque Giovanni della Robbia (1624)
- Évêque Hyacinthus Arnolfini, O.F.M.Obs. (1625)
- Évêque Arcangelo Baldini, O.P. (1626)